# Elektromagnetska spojka
Elektromagnetska spojka je vrsta spojke koju pogoni istosmjerna struja koja se dobiva iz mreže izmjenične ili trofazne struje i ispravlja pomoću selenijskih ili silicijskih ispravljača. Uobičajeni električni naponi kod jednopovršinske ili dvopovršinske spojke su 60, 110 ili 230 V, a za lamelne spojke 24 V.

## Elektromagnetske tarne spojke
Elektromagnetske tarne spojke služe za spajanje pogonskog i gonjenog vratila u točno određenom trenutku. Električna struja pri prolasku kroz zavojnicu elektromagneta proizvede magnetski tok koji stvara silu potrebnu za privlačenje mirujuće kotve i rotirajućeg vijenca. U trenutku spajanja dolazi do kratkog proklizavanja, a time i mekanog upuštanja u rad. Na sličan način rade i elektromagnetske tarne kočnice. Elektromagnetske kočnice služe za višestruko skraćivanje vremena zaustavljanja rotirajućih masa te njihovog zadržavanja u tom položaju. Kombinacijom elektromagnetske spojke i kočnice postižemo kontroliran rad izvršnog dijela stroja. Dovod struje do elektromagneta može biti izveden putem fiksnih električnih vodova ako elektromagnet ne rotira ili putem kliznih prstenova ako elektromagnet rotira zajedno s glavinom spojke. 
Elektromagnetske spojke i kočnice mogu biti:
- jednolamelne i
- višelamelne.

Razlika u konstrukciji je što kod kočnica jedna tarna površina jednolamelne kočnice ili jedna glavina višelamelne kočnice uvijek izvedena zajedno s elektromagnetom i čvrsto povezana s kućištem u koji je kočnica ugrađena. Elektromagnetske spojke i kočnice primjenjujemo kod raznih taktnih i isprekidanih pogona, u mjenjačima brzine, reduktorima, elektromotorima i slično.

### Elektromagnetski isključne tarne spojke
Elektromagnetski isključne tarne spojke također nečelno mogu imati različite tarne dijelove, kao što i elektromagnetski isključne zubne spojke mogu imati uređaje za aktiviranje s ili bez kliznih prstenova. Najčešće su lamelne ili s pločama. Glavne prednosti elektromagnetskih isključnih tarnih spojka jesu jednostavnost konstrukcije, mali potrošak energije i mogućnost reguliranja zakretnog momenta što ga prenose električnim naponom uzbudne struje. Njihove lamelne izvedbe upotrebljavaju se u alatnim strojevima. 
Upravljanje pomoću električne struje pruža naročite prednosti, jer struja je svagdje na raspolaganju, a možemo je jednim pritiskom prekidača ukopčati ili iskopčati. Automatska upravljanja rade s kontaktorima ili relejima, tranzistorima, fotoćelijama, prstastim ili grebenastim kontaktima. 
Elektromagnetske spojke dijele se na spojke s kliznim kolutima i na spojke bez kliznih koluta. Elektromagnetske lamelne spojke mogu biti takve da magnetske silnice prolaze kroz lamele i takve gdje magnetske silnice ne prolaze kroz lamele. 

#### Jednolamelne elektromagnetske tarne spojke
Jednolamelne elektromagnetske tarne spojke se sastoje od tarne ploče s oblogom koja je izvedena kao zasebni dio. Prilikom uključivanja struje lamelu i tarnu ploču privlači elektromagnet, te između tarnih ploča nastaje sila trenja. Kod jednolamelnih elektromagnetskih tarnih kočnica ulogu tarne ploče preuzima tijelo elektromagneta na koji je postavljena tarna obloga. Postoji izvedba jednolamelne kočnice s oprugama. Opruge stvaraju silu između tarnih površina pa na njima postoji trenje kada struja ne prolazi elektromagnetom. Uključivanjem elektromagneta privlači se tarna ploča koja stisne opruge i oslobađa lamelu. Primjena takvih kočnica se koristi u sustavima gdje je nužno da se prilikom nepredviđenog nestanka struje automatski zakoči pogon stroja (na primjer kod dizala). 
Elektromagnetska spojka s jednom tarnom površinom odlikuje se svojom jednostavnom i robusnom konstrukcijom. Elektromagnet je jedna polovina spojke, druga polovina je kotva. Na magnetima su učvršćeni klizni koluti, koji preko ugljenih četkica dovode u električne zavojnice istosmjernu struju. Pri prolazu električne struje magnet privlači kotvu, koja tlači prema tarnoj ploči, te spaja oba dijela stvarajući vezu silom. Nakon prekida struje opruga vraća kotvu u prvobitni položaj.
Za manje snage pokazale su se dobrim lamelne tarne spojke, kod kojih magnetske silnice prolaze kroz lamele. Paket lamela leži između magneta i kotve, tako da magnetske silnice prolaze kroz paket lamela. Lamele se izrađuju od čelika koji se može magnetizirati (feromagnetici), a moraju biti podmazivane. Spojka je uska i zauzima dosta malo prostora, ali zbog remanencije (zaostalog magnetizma) čeličnih tarnih površina troši u praznom hodu relativno veliku snagu. Potrebne su, nadalje, veoma tanke lamele, da se tok magnetskih silnica ne bi skrenuo prije kotve, to jest još u paketu lima. Tanke lamele malog su toplinskog kapaciteta. Te spojke se najčešće upotrebljavaju u prijenosnicima alatnih strojeva, gdje treba ubrzati samo manje mase, a prazni hod je ograničen, ili se vrši uz malu brzinu vrtnje. Zbog rashladnog ulja se električna struja dovodi kliznim kolutima preko četkica od brončane žice.

#### Višelamelne elektromagnetske tarne spojke
Postoji izvedba dvostruke elektromagnetske tarne spojke i elektromagnetske kočnice s oprugama. Elektromagneti tarne spojke su pričvršćeni na kućište, napajaju se pomoću fiksnih električnih vodova, te kada kroz elektromagnete prolazi električna struja spajaju se tarne ploče i prenosi se okretni moment. Elektromagnetska kočnica s oprugama koči ako u njen elektromagnet nije dovedena električna struja. 
Postoji izvedba elektromagnetske tarne spojke s elektromagnetom koji rotira zajedno s glavinom i elektromagnetske tarne kočnice. Struja se dovodi preko kliznog koluta i zajedničke mase. Spojka spaja zupčanik s vratilom na kojem se nalazi remenica, a kočnica koči zupčanik kada se u elektromagnet kočnice dovede električna struja.

## Elektromagnetska zupčasta spojka
Kod elektromagnetske zupčaste spojke magnet je jedna polovina spojke, a kotva druga polovina. Obje polovine imaju čeono ozubljenje, koje se uključuje privlačenjem kotve.

## Elektromagnetska reverzibilna spojka
Za promjenu smjera vrtnje kod vratila konstruirane su specijalne spojke u kojima su mase, koje pri promjeni smjera vrtnje treba reverzirati, veoma male. Elektromagnetska reverzibilna spojka sastoji se od dva elektromagneta, koji se okreću stalno u suprotnom smjeru, pokretani zupčanikom ili remenicom. S vanjske strane nalaze se tarne ploče. Na sredini vratila stezno je spojena kotva, koja nosi tarne obloge. Oba magneta uležištena su uzdužno (aksijalno) pomično. Ukapčanjem magneta privlači se kotva, a međusobno se tlače obloge i tarne ploče, pa se pomoću veze silom okreće vratilo u jednom smjeru. Nakon prekida struje opruge rastavljaju magnet od kotve. Pri ukapčanju drugog magneta okreće se vratilo u drugom smjeru. Pri svakom preklapanju iz jednog smjera vrtnje u drugi, spojka mora usporiti rotaciju masa vratila i kotve i svih masa gonjene strane, a tek nakon toga ubrzati sve te mase u suprotnom smjeru. Spojka se pretežno upotrebljava za mijenjanje smjera radnog hoda stola dugih blanjalica.

## Elektromagnetske spojke sa željeznim prahom
Dovođenjem željeznog praha u magnetsko polje prah se magnetski povezuje u čvrstu masu. To svojstvo koristi se za spajanje na taj način, da se željezni prah dovede među magnetske polove pogonskog i gonjenog dijela spojke. Magnetske spojke sa željeznim prahom mogu se upotrebljavati i za sporopokretne spojke.